# Galadriel (Spaanse band)
Galadriel is een Spaanse neo-progressieve-rockband behorend tot de neo-prog.

## Inleiding
De Spaanse progrockband Galadriel afkomstig uit Madrid heeft kenmerken van Yes, Genesis en PFM (Premiata Forneria Marconi) met als opvallende zanger Jesus Filardi, met een stem die lijkt op Jon Anderson.

## Geschiedenis
Hun debuutalbum Muttered Promises From An Ageless Pond kwam uit in 1988 en had met name Yes-invloeden. De zang is in het Engels. Daarna kwam in 1992 hun tweede album Chasing The Dragonfly uit met etnische invloeden. Hier werd de muziek meer ingedeeld in het neoprog genre. Vervolgens kwam in 1997 het ruim een uur durend sciencefiction conceptalbum Mindscapers uit. Galadriel is vernoemd naar de elf uit Tolkiens In de ban van de ring.

## Bandleden
- Jesús Filardi (zang, keyboard),
- Manolo Macia (gitaar)
- Oscar Pérez (drums)
- Pablo Molina (basgitaar)
- David Alfaro (keyboard)

## Discografie
- Muttered Promises From An Ageless Pond  (1988)
- Chasing The Dragonfly  (1992)
- Mindscapers (1997)
- Calibrated Collision Course (2008)